# Lucknow Cantonment
Lucknow Cantonment es una ciudad y acantonamiento situado en el distrito de Lucknow en el estado de Uttar Pradesh (India). Su población es de 63003 habitantes (2011). 

## Demografía
Según el censo de 2011 la población de Lucknow Cantonment era de 63003 habitantes, de los cuales 36586 eran hombres y 26417 eran mujeres. Lucknow Cantonment tiene una tasa media de alfabetización del 85,88%, superior a la media estatal del 67,68%: la alfabetización masculina es del 89,95%, y la alfabetización femenina del 80,11%.